# Ses Salines
Ses Salines è un comune spagnolo di 5 270 abitanti situato nella comunità autonoma delle Baleari, sull'isola di Maiorca.